# Frederick William Franz
Pour les articles homonymes, voir Franz.
Frederick William Franz, né le 12 septembre 1893 à Covington et mort le 22 décembre 1992 à Brooklyn est un administrateur de société et dirigeant religieux américain. Il est le président de la Watch Tower Bible and Tract Society of Pennsylvania, l'entité légale des Témoins de Jéhovah, de 1977 à sa mort, en 1992.

## Biographie

### Jeunesse et études
Frederick Franz est baptisé à l'église luthérienne, mais il assiste pour des raisons pratiques aux messes catholiques durant son enfance, avant de rejoindre l'église presbytérienne. Il obtient le diplôme d'une école supérieure en 1911, et s'inscrit ensuite à l'université de Cincinnati, où il étudie les arts puis le grec biblique pendant deux ans,, dans l'intention de devenir un prédicateur presbytérien.

### Carrière au sein des Témoins de Jéhovah
Son association avec les Étudiants de la Bible commence après la lecture des ouvrages de Charles Taze Russell. Il se fait baptiser comme étudiant de la Bible soit le 30 novembre 1913 soit, d'après Franz lui-même, le 5 avril 1914.
En 1920, il rejoint le siège mondial de la société Watchtower à Brooklyn, dans la ville de New York, et en 1926, il devient membre du comité éditorial comme spécialiste des questions de recherche biblique et comme rédacteur des publications de la Watchtower. Franz est le théologien principal de la société et l'un des principaux intervenants dans la préparation de la Traduction du Monde Nouveau des Saintes Écritures.
Entre 1945 et 1977, il est vice-président de la Watch Tower Bible and Tract Society of Pennsylvania et membre du Collège central des Témoins de Jéhovah avant de remplacer Nathan Knorr comme président en juin 1977.
Son neveu, Raymond Franz, démissionne du Collège central, avant d'être ensuite exclu en 1980 durant la présidence de son oncle.
Franz meurt le 22 décembre 1992 à Brooklyn, l'âge de 99 ans. Son successeur est Milton Henschel.
Il connaissait l'allemand, et pouvait aussi lire le latin et le grec. Dans ses dernières années, il maîtrisait aussi l'espagnol, le portugais, le français, et avait des bases d'hébreu.